# Prawica Rzeczypospolitej
Rechts van de Republiek (PR) (Pools: Prawica Rzeczypospolitej) is een kleine conservatief-katholieke politieke partij in Polen, die in 2007 werd opgericht als afsplitsing van de partij Recht en Rechtvaardigheid. Indirect is de partij een voortzetting van de Christelijk-Nationale Unie (ZChN) en het Verbond van Rechts (Przymierze Prawicy). Ze is met één zetel vertegenwoordigd in het Poolse lagerhuis, de Sejm, en heeft voorts één zetel in het Europees Parlement.

## Geschiedenis

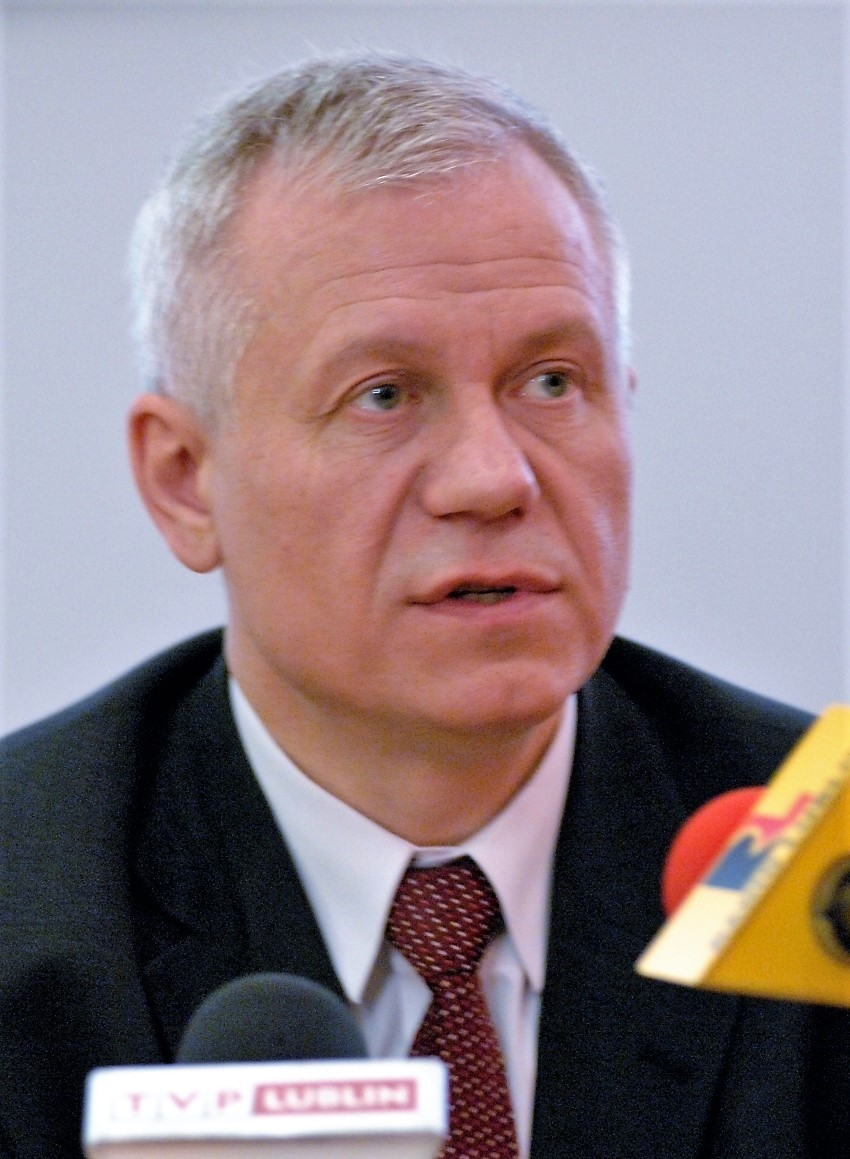
Marek Jurek

De partij werd opgericht op 19 april 2007 door Marek Jurek, destijds voorzitter (marszałek) van het Poolse lagerhuis, de Sejm. Directe aanleiding was het sneuvelen in de Sejm van een grondwetswijziging die erop gericht was de bescherming van het ongeboren leven te verankeren in de Poolse grondwet. Jurek en enkele andere parlementariërs van Recht en Rechtvaardigheid (PiS) zagen hierdoor geen mogelijkheid om binnen de PiS hun idealen dienaangaande te verwezenlijken. Op 27 april vormde de PR binnen de Sejm een eigen fractie van zes leden. In augustus voegden zich bij deze fractie ook twee senatoren van de Liga van Poolse Gezinnen (LPR).
Voor de parlementsverkiezingen van 2007 vormde de partij met de LPR en de UPR een alliantie onder de naam Liga van Rechts van de Republiek (ook afgekort als LPR), maar deze behaalde slechts 1,30% van de stemmen, niet genoeg voor een zetel in de Sejm. Ook van de kandidaten voor de Senaat, onder wie partijleider Marek Jurek, werd niemand verkozen. Na deze nederlaag kwam er een einde aan de samenwerking tussen de drie partijen.
Bij de Europese verkiezingen van 2009 behaalde de partij 1,95%, opnieuw niet genoeg voor een zetel. Ook de kandidatuur van Marek Jurek in de presidentsverkiezingen van 2010 was, met 1,06% van de stemmen, weinig succesvol.
Eind 2011 werden pogingen ondernomen om samen een andere afsplitsing van de PiS, Solidair Polen van voormalig minister van Justitie Zbigniew Ziobro, tot een nieuwe partij te komen, maar deze liepen op niets uit. Hierop besloot de PR te gaan samenwerken met de PiS. Bij de Europese verkiezingen van 2014 leidde dit tot een gemeenschappelijke lijst, die Marek Jurek een zetel in het Europees Parlement bezorgde. Hij maakt deel uit van de ECH-fractie.
Ook aan de parlementsverkiezingen van 2015 werd door de PR (evenals door Solidair Polen en de nieuwe partij Polska Razem) deelgenomen op de lijsten van de PiS. Dit leverde de PR één zetel in de Sejm op. Het betreffende parlementslid, Jan Klawiter, koos er echter voor buiten de PiS-fractie te blijven en in plaats daarvan zitting te nemen als onafhankelijk parlementariër.

## Standpunten
De partij laat zich voor standpunten vaak inspireren op de sociale leer van de Katholieke Kerk. Het programma legt dan ook de nadruk op de elementen godsdienst, gezin en openbare moraal. De partij is pro-life en voor een verbod op pornografie en prostitutie. Ze vindt ook dat het huwelijk moet behouden blijven als een verbond tussen man en vrouw. Verder bepleit de partij onder meer:
- verlenging van het zwangerschapsverlof
- hogere pensioenen voor moeders met ouderschapsverlof
- belastingvoordelen en hogere pensioenen voor gezinnen met veel kinderen
- een hervorming van het kiesrecht, waarbij ouders het recht krijgen om ook namens hun minderjarige kinderen een stem uit te brengen (familiestemrecht).

De partij is gekant tegen Europese integratie en steunt het concept van een "Europa van de vaderlanden". De partij is tegen de invoering van de euro in Polen. Voorts wil de partij zich inzetten voor een nauwere samenwerking met andere landen van Midden- en Oost-Europa, steun voor voormalige sovjetrepublieken en actieve ondersteuning van Poolse minderheden in Oost-Europa.